# 연속 확장 메모리
연속 확장 메모리, XMS는 80286 이후의 프로세서에 내장된 IBM PC의 주소 공간의 첫 메가 바이너리 바이트(MiB) 위의 메모리이다. 연속 확장 메모리는 인텔 80286 이상의 프로세서를 기반으로 한 개인용 컴퓨터에서 사용할 수 있다. 이러한 칩들은 1 MiB 이상의 RAM에 접근할 수 있다. 640 KiB 이상의 RAM을 장착한, 286 이상의 개인 컴퓨터에서 부가 메모리는 1 MiB 경계를 넘어 다시 매핑하는 게 일반적이었는데 보호 모드에서 실행하고 있는 프로그램들에 사용된다. 이렇게 다시 매핑하지 않고도 1 MiB 이상의 RAM을 가진 컴퓨터들은 1 MiB 이상의 메모리에 접근할 수 있다.
연속 확장 메모리는 중첩 확장 메모리(EMS), 상위 메모리 블록(UMB), 연속 확장 메모리(XMS), 또는 HMA를 통해 리얼 모드에서 사용할 수 있다. 보호 모드에서 실행하는 프로그램들만 직접 연속 확장 메모리를 사용할 수 있다. 이 경우, 연속 확장 메모리는 마이크로소프트 윈도우와 같은 "관리 하의 보호 모드 운영체제"가 제공하는 것이다. 프로세서는 글로벌 데스크립터 테이블과 하나 이상의 로컬 서술자 테이블(LDT)을 통해 이 메모리를 사용할 수 있게 한다. 메모리는 "보호받는데(protected)" 이 말은 프로그램이 다른 LDT를 사용하기 때문에 로컬 서술자로 할당 받은 메모리 세그먼트들이 다른 프로그램에서 접근할 수 없다는 것을 뜻한다. 로컬 서술자로 할당 받은 메모리 세그먼트들은 저만의 제한된 접근 권한을 가지고 있는데 위반 상의 하드웨어 간섭(흔히 일반 보호 실패라고 말함)을 불러 일으킨다. 보호 모드에서 실행되고 있는 프로그램들이 다른 각 프로그램의 메모리에 방해받지 않도록 도와 준다.
윈도와 같은 보호 모드 운영체제는 리얼 모드 프로그램들을 실행할 수 있고 그 프로그램들에게 중첩 확장 메모리 규격 (EMS)을 제공한다. DPMI, 곧 DOS 보호 모드 인터페이스는 MS-DOS 프로그램이 다중 작업 환경에서 연속 확장 메모리에 접근할 수 있도록 마이크로소프트에서 고안된 방식이다.

## XMS
연속 확장 메모리, 곧 XMS는 리얼 모드에서 데이터를 저장하기 위해(실행 가능한 코드를 뜻하지 않음) IBM PC 연속 확장 메모리의 사용을 서술하는 규격이다. 메모리는 연속 확장 메모리 관리자, 곧 XMM 소프트웨어를 통해 사용할 수 있다. XMM 기능들은 인터럽트 2FH를 통해 접근할 수 있다. XMS는 EMS, 곧 중첩 확장 메모리 규격과 혼동할 수 있으니 주의하라.

## 같이 보기
- 언리얼 모드
- 기본 메모리
- 상위 메모리 영역
- 고위 메모리 영역
- 중첩 확장 메모리 규격 (EMS)

## 참조
- Microsoft, Lotus, Intel, and AST Research (July 19, 1988). eXtended Memory Specification (XMS), ver 2.0[깨진 링크(과거 내용 찾기)].
- Microsoft, Lotus, Intel, and AST Research (January 1991). eXtended Memory Specification (XMS), ver 3.0[깨진 링크(과거 내용 찾기)].